# Вікові дубові насадження (пам'ятка природи)
«Вікові дубові насадження» — ботанічна пам'ятка природи місцевого значення. 
Об’єкт знаходиться в межах Зони відчуженя ЧАЕС, Яковецьке лісове відділення ДСВКП «Чорнобильська Пуща», квартал 52, виділ 2.
Займає площу 11 га. Створено рішенням виконкому Київської обласної Ради народних депутатів № 118 від 28 лютого 1968 р.
Пам’ятка продставлена змішаними дубово-осиковими високопродуктивними насадженнями. В межах пам’ятки зростає дуб віком 130 років.